# Oren Chazan
Oren Chazan, hebrejsky אורן חזן‎, (* cca 1982), je izraelský politik; poslanec Knesetu za stranu Likud.

## Biografie
Jeho otcem je bývalý poslanec Jechi'el Chazan. Oren působil v mládí jako předseda studentské organizace na Ono Academic College a patřil k představitelům mladé generace Likudu, kteří protestovali v roce 2005 proti jednostrannému stažení z Gazy. Předtím, než se rozhodnul kandidovat do Knesetu, žil po dva roky v Bulharsku, kde se léčil. Jak ale zjistil tisk krátce před volbami, v Bulharsku Chazan byl manažerem hotelu s kasinem, přičemž v Izraeli je provozování hazardních her ilegální. Chazan se hájil tím, že v Bulharsku je to legální podnikání.
Ve volbách v roce 2015 byl zvolen do Knesetu za stranu Likud.